# أوريشنك
أوريشنك (بالروسية: Орешник) هو صاروخ بالستي وسيط المدى، فرط صوتي، من نوع مركبة إعادة الدخول المتعددة المستهدفة بشكل مستقل، روسي المنشأ. ذكر الرئيس الروسي فلاديمير بوتين أن سرعة الصاروخ تبلغ 10 ماخ (2.5 كيلومتر في الثانية). ذكرت متحدثة باسم وزارة الدفاع الأمريكية أن الصاروخ مشتق من الصاروخ البالستي العابر للقارات آر إس-26 روبيچ.
حتى استخدامه الأول، لم يكن وجود هذا الصاروخ معروفًا. استخدمته القوات الروسية أول مرة في 21 نوفمبر 2024، خلال الحرب الروسية الأوكرانية، لقصف مصنع بفدنماش في مدينة دنيبرو الأوكرانية. في البداية، ذكرت أوكرانيا أن روسيا قصفتها بصاروخ باليستي عابر للقارات، ووفقًا لأوكرانيا أيضًا فقد أُطلق الصاروخ من أستراخان التي تبعد عن دنيبرو ألف كيلومتر تقريبًا.
في ديسمبر 2024، نشرت المديرية الرئيسية للاستخبارات الأوكرانية تقريرًا قدرت فيه أن روسيا بإمكانها إنتاج 25 صاروخًا من طراز أوريشنك شهريًّا.